# توماس آزیر
توماس آزیر (به انگلیسی: Thomas Azier) (زاده ۱۴ اوت ۱۹۸۷ در لیدردوپ، هلند) خواننده و آهنگساز آوانت-پاپ هلندی است.
آزیر در سال ۲۰۰۵ در آکادمی Popcultuur در لیوواردن تحصیل کرد. در ۱۹ سالگی به برلین آلمان نقل مکان کرد و در آنجا در مکان‌های مختلف شبانه اجرا کرد.
در سال ۲۰۱۲، او دو آلبوم کوتاه مدت به نام‌های Hylas 001 و Hylas 002 را با لیبل شخصی خود Hylas Records منتشر کرد. این امر منجر به قراردادی با Universal Music France (Island France / Mercury Music Group) شد.
در سال ۲۰۱۵، آزیر برای اولین آلبوم خود Hylasو در سال ۲۰۱۸ برای آلبوم Rouge، جایزه ادیسون را دریافت کرد.

## فعالیت‌ها
- در ۱۹ می ۲۰۲۳، آزیر اثری ابزاری با عنوان Zonder Titel را منتشر کرد که شامل سه قطعهٔ «رقص سی»، «آنا به لندن می‌رود» و «پرِموتو» است.
- موسیقی برای اکولایزر ۳: آهنگ آزیر با عنوان «عشق، بی‌قاعده» در فیلم اکولایزر ۳ به کارگردانی آنتوان فوکوآ و با بازی دنزل واشینگتن استفاده شد. او همچنین برای این فیلم، قطعهٔ «نه ثانیه» را به صورت مشترک ساخته و اجرا کرد.[۴]
- Live Recording EP: اجرای زنده با ارکستر: در ۶ اکتبر، آزیر آلبوم کوتاه ۷ قطعه‌ای به نام Live Recording را به صورت دیجیتال منتشر کرد. این آلبوم شامل آهنگ‌هایی از آلبوم «فهرست آرزوها» به همراه قطعهٔ «عشق، بی‌قاعده» است که به صورت زنده با ارکستر Noordpool اجرا شده‌اند. پیتر ون در هیده از روزنامهٔ Dagblad van het Noorden این کنسرت را با ۵ ستاره ستود و گفت: «در ۷۰ دقیقه، کنسرتی استادانه، گیرا و تأثیرگذار اجرا شد که به راحتی از ابتدا تا انتها، از «محکم نگه‌دار» تا قطعهٔ پایانی «فقط اقیانوس»، توجه مخاطب را جلب می‌کرد.»[۵][۶]

## دیسکوگرافی

### آلبوم‌ها
- 2014 - Hylas
- 2017 - Rouge
- 2018 - Stray
- 2020 - Love, Disorderly
- 2021 - A Collection Of Broken Ideas
- 2023 - The Investory Of Our Desire

### ای‌پی‌ها
- Hylas 001 - 2012
- Hylas 002 - 2013
- Live At Studio Davout, Paris - 2017
- S t r a y - 2018
- Raven On The First Floor - 2019
- Too Much Entertainment (Remixes) - 2020
- A Collection Of Broken Ideas - 2021
- Zonder Titel - 2023
- Live Recording (with Noordpool Orchestra) - 2023

### تک آهنگ‌ها
- 2012 - Red Eyes
- 2013 - Ghostcity
- 2016 - Talk To Me
- 2017 - Gold
- 2018 - Hymn
- 2018 - Vertigo
- 2019 - Strangling Song
- 2020 - Entertainment
- 2020 - Hold On Tonight
- 2021 - Buryatia
- 2022 - Skin & Blister
- 2022 - Sick Loop Lover
- 2022 - Pelechian
- 2022 - Faces
- 2023 - What Does It Mean To Be Free
- 2023 - Invisible

## فیلمبرداری
- چشمان قرمز – به کارگردانی ساندر هوتکرویجر[۷]
- آنجلین – به کارگردانی Sander Houtkruijer[۸]
- شهر ارواح – به کارگردانی ساندر هوتکرویجر[۹]
- دگرگونی – به کارگردانی Sander Houtkruijer[۱۰]
- عشق، بی نظم – به کارگردانی لورن چانز[۱۱]
- برندگان - به کارگردانی الن ترازور
- سرگرمی – به کارگردانی نیلز ادستروم
- محکم نگه‌دار - به کارگردانی Ayoto Ateraxia[۱۲]